# Battista Spagnoli
Battista Spagnoli, anomenat també Battista Mantovano (Màntua, Llombardia, 17 d'abril de 1447 - 20 de març de 1516) fou un frare carmelita italià, reformador de l'orde i important humanista i poeta en llatí. És venerat com a beat per l'Església catòlica.

## Biografia
Nasqué a Màntua en una família d'origen espanyol, per la qual cosa rebé el sobrenom de Spagnoli. Amb disset anys entrà al convent de l'Orde del Carme de Ferrara, i hi feu els vots en 1464.Estudià gramàtica i retòrica a Màntua amb Gregorio Tifernate i Giorgio Merula, i filosofia a Pàdua amb Paolo Bagelardi. Fou mestre de teologia a la Universitat de Bolonya en 1475.

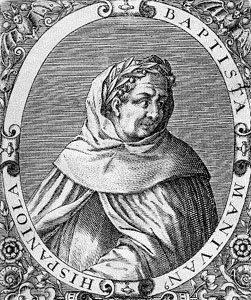
Retrat de l'autor en un gravat del s. XVI.

Desenvolupà diversos càrrecs en diferents convents i fou sis cops, des de 1483, vicari general de la seva congregació reformada, la Congregació de Màntua. Els anys vuitanta visqué a Roma, on adquirí el monestir de San Crisogono per a l'orde. Denuncià la corrupció dels costums del seu temps i fou un actiu reformador de la vida eclesiàstica, arribant a predicar-la en un discurs públic al Vaticà, en 1489, davant el papa Innocenci VIII i els cardenals, acusant la Cúria Romana de corrupta.
En 1493 fou nomenat directo dels estudis dels carmelites reformats de Màntua. Mentre hi fou, formà part d'una acadèmia fundada per la marquesa Isabel d'Este, on també participà Baldassare Castiglione i altres coneguts humanistes.; entre 1513 i 1516, fou prior general de l'orde carmelita
En 1513, fou elegit prior general de l'orde carmelita, amb la protecció del cardenal Sigismondo Gonzaga, que havia estat deixeble de Spagnoli. També en 1513 participà en el Concili del Laterà i en 1515 el papa Lleó X l'encarregà d'una missió diplomàtica per posar pau entre el rei de França i el duc de Milà. Tenia una particular devoció envers la Mare de Déu. De salut feble, morí a Màntua el 20 de març de 1516.

## Obra literària

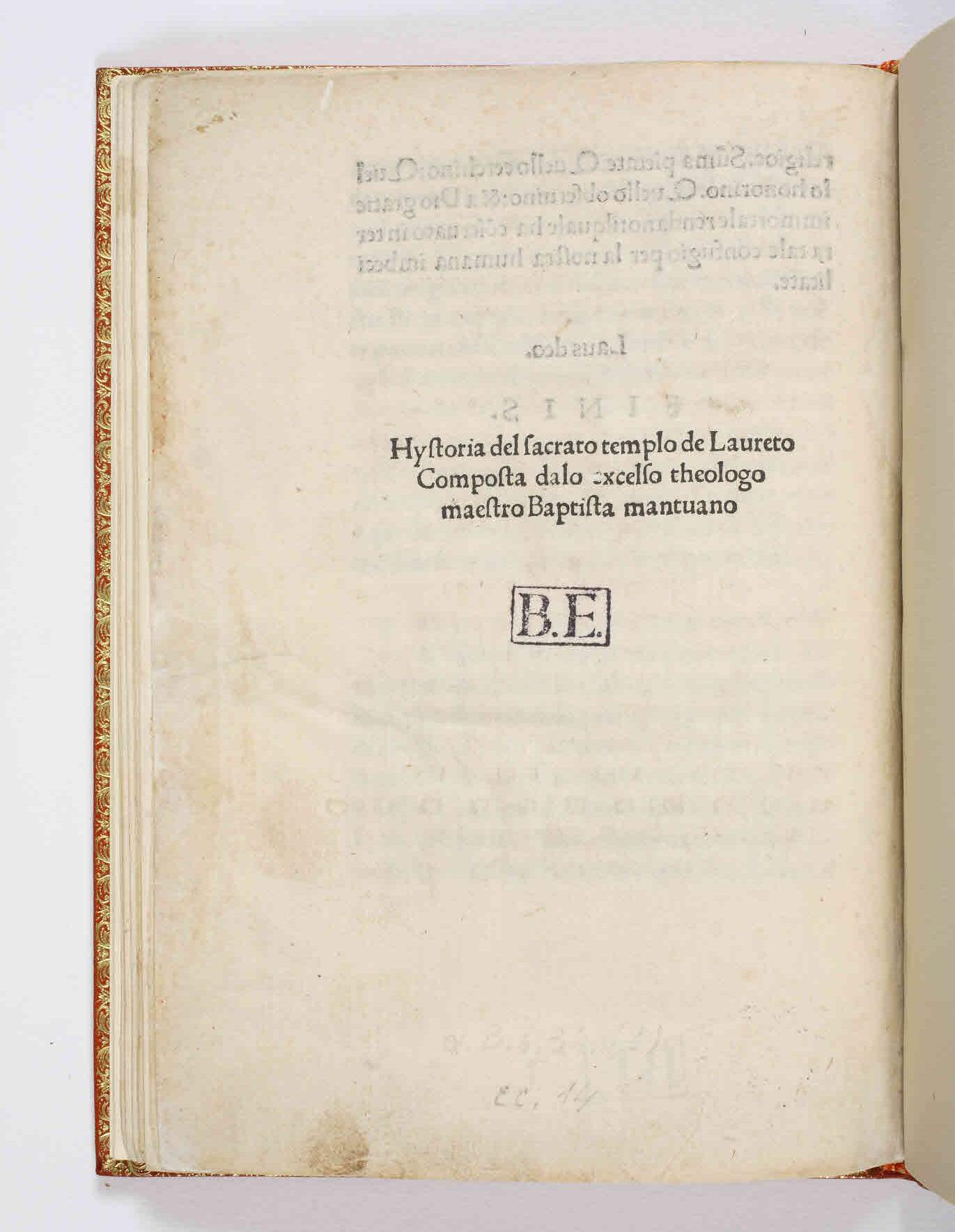
Historia ecclesiae Lauretanae, 1489

Amic d'humanistes i humanista ell mateix, fou una figura destacada en el món cultura. Escrigué un gran nombre d'obres poètiques en llatí, amb un total de més de cinquanta mil versos. El seu estil combina la tradició bucòlica clàssica i medieval amb trets populars de la poesia en italià. En destaquen:
- De calamitatibus temporum, obra en tres llibres, molt reeditada, sobre la corrupció moral del moment, on parla de la corrupció de la Cúria Romana i del papa, i que Martí Luter cita i usa en les seves obres sobre la qüestió.
- Parthenice Mariana (1481), primer d'una sèrie de poemes èpics hagiogràfics, sobre la vida de Maria i altres santes com Caterina d'Alexandria, i que fou el primer intent amb èxit de crear una èpica clàssica de tema religiós.
- Adulescentia (1498): recull de déu èglogues del que es van fer més de 120 edicions fins al final del segle xvi i que esdevingueren un clàssic de la poesia neollatina renaixentista. Sobre el model de Virgili, fa al·legories religioses d'espiritualitat carmelitana i gran realisme en les descripcions.
- Alphonsus (ca. 1492) poema encomiàstic dedicat a Alfons I d'Este.
- Trophaeum pro Gallorum ex Italia expulsione, poema sobre la derrota dels francesos a Milà.

En prosa, a més del sermó predicat a Innocenci VIII, destaquen De patientia, discurs sobre la malaltia física i espiritual, que inclou una referència al descobriment d'Amèrica per part de Cristòfor Colom, i De vita beata, diàleg sobre la vida religiosa que escrigué en la seva joventut. Opus aureum in Thomistas, és una crítica humanista a la filosofia i teologia escolàstiques, segons el model de Tomàs d'Aquino.

## Influència

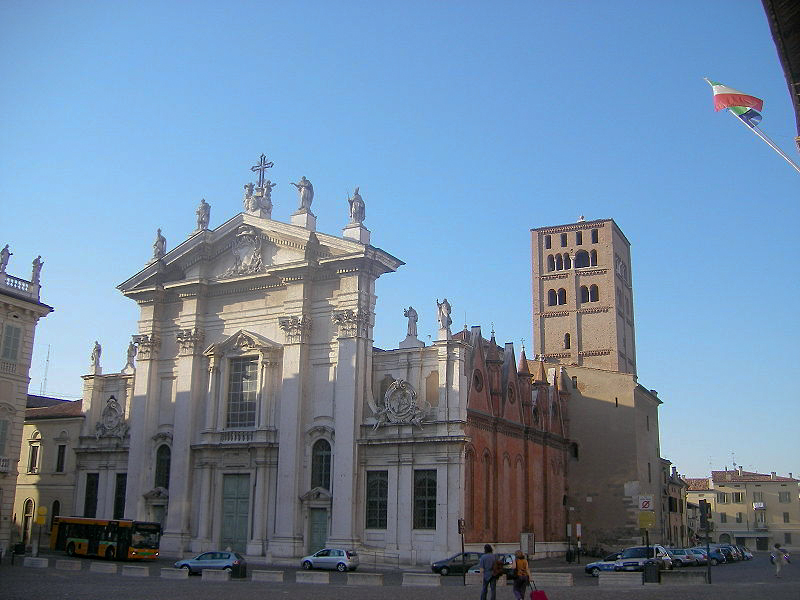
Catedral de Màntua, lloc d'enterrament del carmelita.

Per la seva temàtica i estil i perquè feia servir un llatí senzill, les èglogues de Spagnoli eren una de les lectures habituals dels estudiants de llatí del segle XVI: Martí Luter recorda en els seus Tishreden, que Battista Mantovano fou el primer poeta que llegí de nen, abans que Virgili o Ovidi. Erasme de Rotterdam el qualificà en 1496 de "Christianus Maro" (Virgili cristià) per la seva capacitat d'unir la forma clàssica amb continguts cristians. William Shakespeare cita Spagnoli a la seva comèdia Love's labour's lost (Treballs d'amor perduts): a l'escena segona de l'acte quart, Holofernes, pedagog pedant, vol fer ostentació de la seva erudició i recita el primer vers de la primera ègloga del poeta carmelita ("Fauste precor gelida quando pecus omne sub umbra / ruminat") atribuint-lo a un "good old Mantuan", la qual cosa fa pensar alguns lectors, erròniament, que l'autor n'és Virgili. També a Anglaterra, les èglogues influïren notablement en el Shephaerdes calender d'Edmund Spenser.

## Veneració
El seu cos, incorrupte, es conserva a la catedral de Màntua. El seu culte secular fou confirmat per Lleó XIII el 17 de desembre de 1885. L'Església el celebra el 20 de març, mentre que l'Orde dels Carmelites en fa la festa el 17 d'abril.